# Ludwig zu Hohenlohe-Langenburg (Oberst)

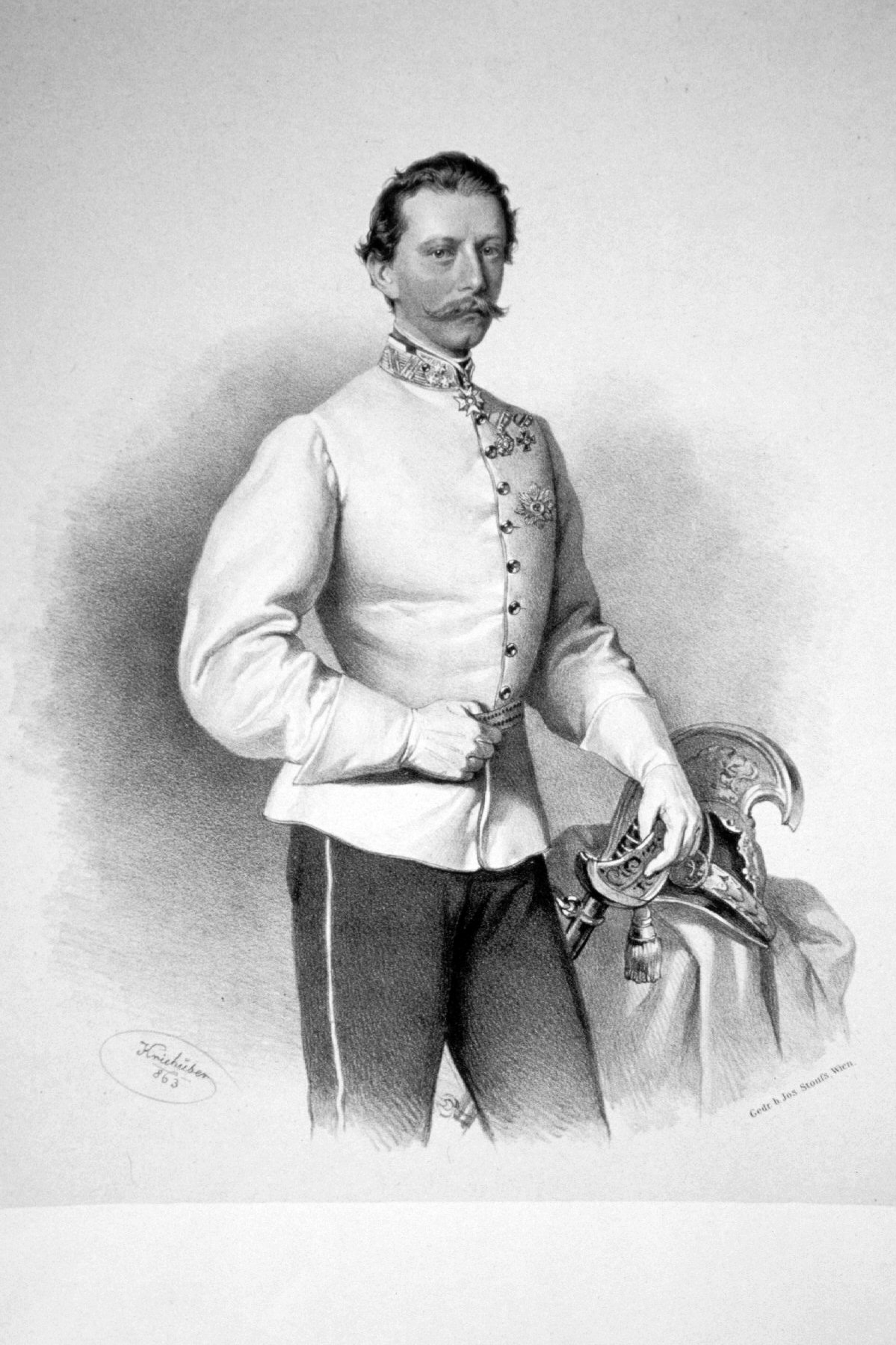
Ludwig Prinz zu Hohenlohe-Langenburg (1823–1866), k. k. Oberst Lithographie von Josef Kriehuber, 1863

Ludwig Karl Gustav Prinz zu Hohenlohe-Langenburg (* 11. Januar 1823 in Graz, Steiermark; † 26. Juli 1866 in Königgrätz, Böhmen) war ein österreichischer Oberst und Magnat einer katholischen Seitenlinie des Fürstenhauses Hohenlohe in Böhmen.

## Leben
Seine Eltern waren Karl Gustav Wilhelm zu Hohenlohe-Langenburg (1777–1866) und Friederike Franziska, Landgräfin von Fürstenberg (1781–1858). Sie begründeten den böhmischen Zweig der Linie Hohenlohe-Langenburg.

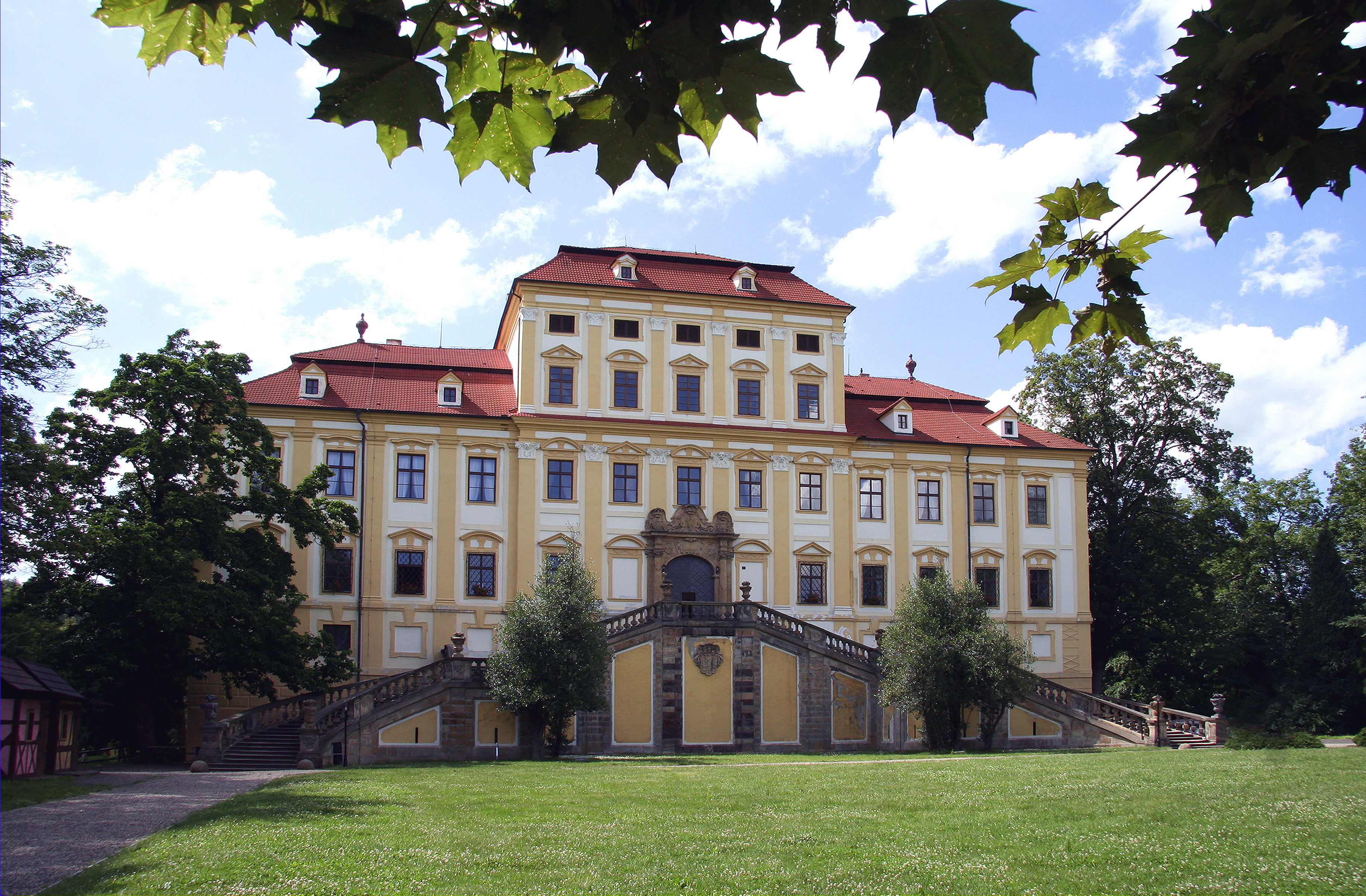
Schloss Rothenhaus

Ludwig Karl zu Hohenlohe-Langenburg ehelichte 1857 in Prag Gabriela von und zu Trauttmansdorff-Weinsberg (1840–1923), deren Mutter in den Besitz von Schloss Rothenhaus gekommen war. Die Herrschaft Rothenhaus umfasste 12.000 Hektar sowie eine Brauerei.  
Zusammen hatten die Eheleute sechs Kinder, darunter Gottfried Prinz zu Hohenlohe-Langenburg (1860–1933). Aus einer früheren Beziehung mit Marianne Seifert hatte der Prinz außerdem eine Tochter. Zu seinen Enkeln zählen unter anderen Constantin (1893–1973), Max Egon (1897–1968) sowie Max Karl (1901–1943).
Prinz Ludwig Karl war k.k. Oberst und 1861 bis 1863 Kommandant des Kürassier-Regiments König Johann von Sachsen Nr. 3. Nach dem Tod seines Vaters am 26. Juni 1866 war er der neue Chef der katholischen Seitenlinie des Hauses Hohenlohe-Langenburg in Böhmen, erlitt aber am 3. Juli 1866 als Ordonnanzoffizier von Ludwig von Benedek in der Schlacht bei Königgrätz eine tödliche Verwundung. Den umfangreichen Besitz übernahm deshalb sein Sohn Gottfried, der später Mitglied im österreichischen Herrenhaus war.